# Philosycus collaris
Philosycus collaris är en stekelart. Philosycus collaris ingår i släktet Philosycus och familjen fikonsteklar.
Artens utbredningsområde är Elfenbenskusten. Inga underarter finns listade i Catalogue of Life.